# Stazione di Coimbra-B
La stazione di Coimbra-B (detta anche Stazione vecchia in portoghese Estação de Coimbra-B o Estação Velha) è una stazione ferroviaria di Coimbra, Portogallo. L'altra importante stazione cittadina è Coimbra-A.